# Waldkirche (Linnep)

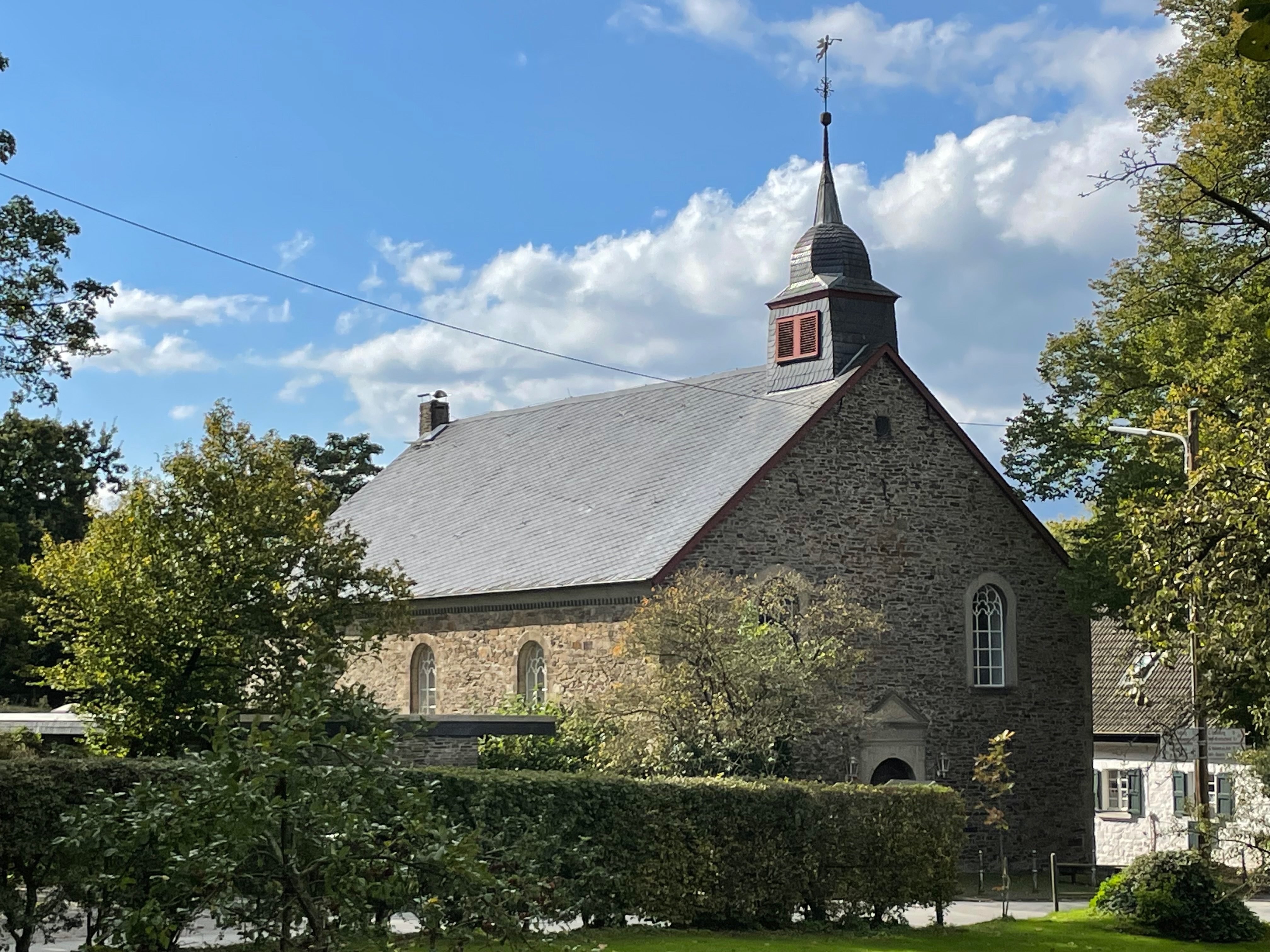
Ev. Waldkirche Linnep

Die evangelische Waldkirche Linnep in Ratingen-Breitscheid gehört zu den ältesten reformierten Kirchenbauten im ehemaligen Herzogtum Berg. Die Kirche wurde zwischen 1682 und 1684 errichtet.

## Lage
Die Kirche, der hinter der Kirche gelegene Kirchhof (früherer Friedhof) sowie ein 1978 südlich neben der Kirche erbauter Kirchsaal befinden sich auf einem Grundstück gegenüber dem Schloss Linnep ca. 1 km südöstlich des Stadtteils Breitscheid.

## Geschichte

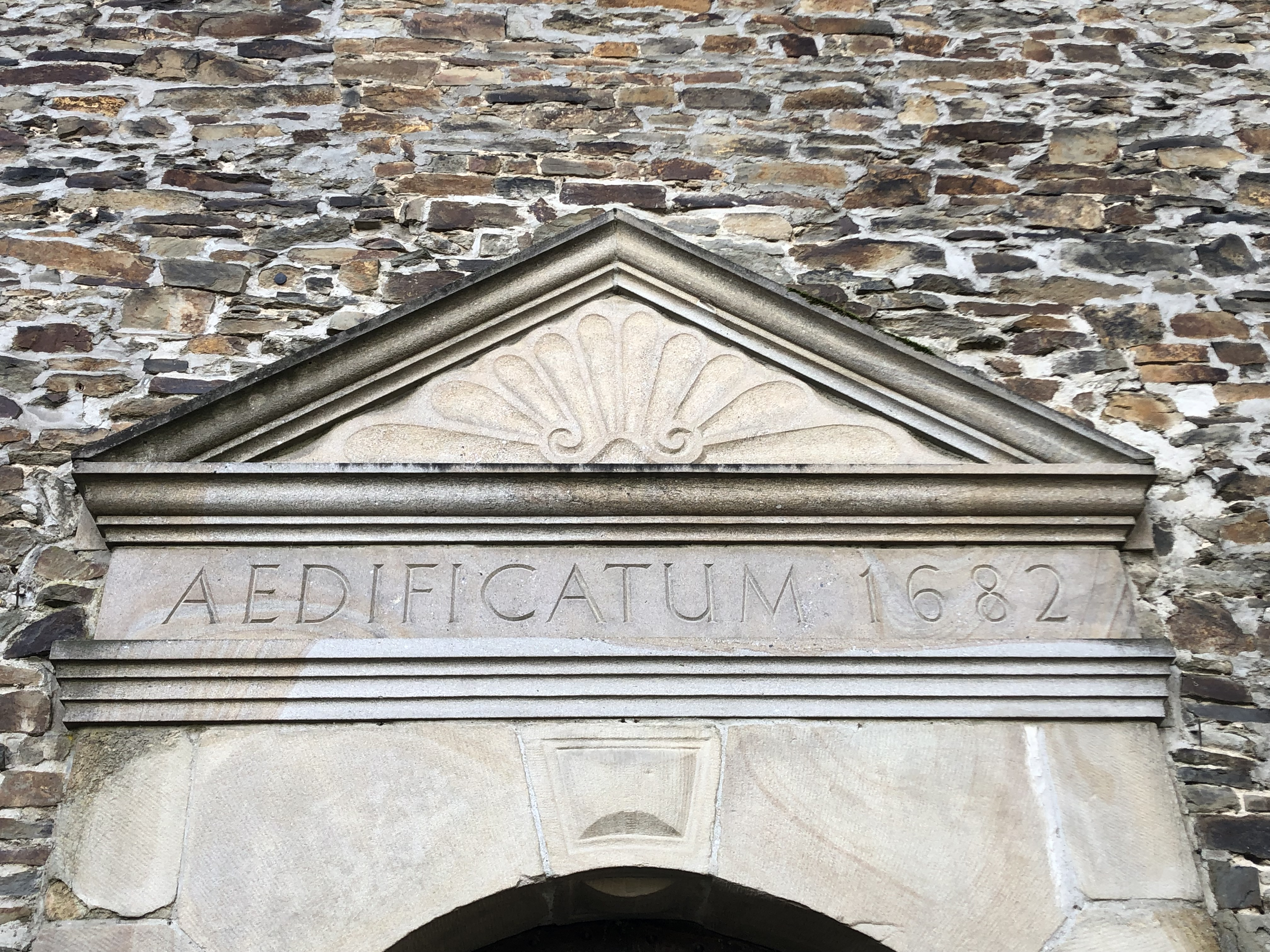
Portal mit lateinischer Inschrift Aedificatum 1682 (d. h. „gebaut 1682“)

1683 schenkte der damalige Herr des Schlosses Linnep, Vincent Schott von Isselstein van Egmond, der reformierten Gemeinde das Grundstück, auf dem der Bau einer Kirche bereits begonnen worden war. Er hatte der Gemeinde über viele Jahre das Feiern von Gottesdiensten im Schloss selbst ermöglicht. Nun war die Gemeinde zu groß geworden und er war interessiert, dass die Zusammenkünfte nicht mehr im Schloss erfolgten, „was bei Zeiten ansteckender Seuchen zumindest bedenklich ist“, wie es in der Schenkungsurkunde heißt. Nach politisch bedingten Verzögerungen wurde die Kirche am 5. November 1684 eingeweiht. An den Förderer erinnert ein hölzernes Epitaph in der Kirche.

## Architektur

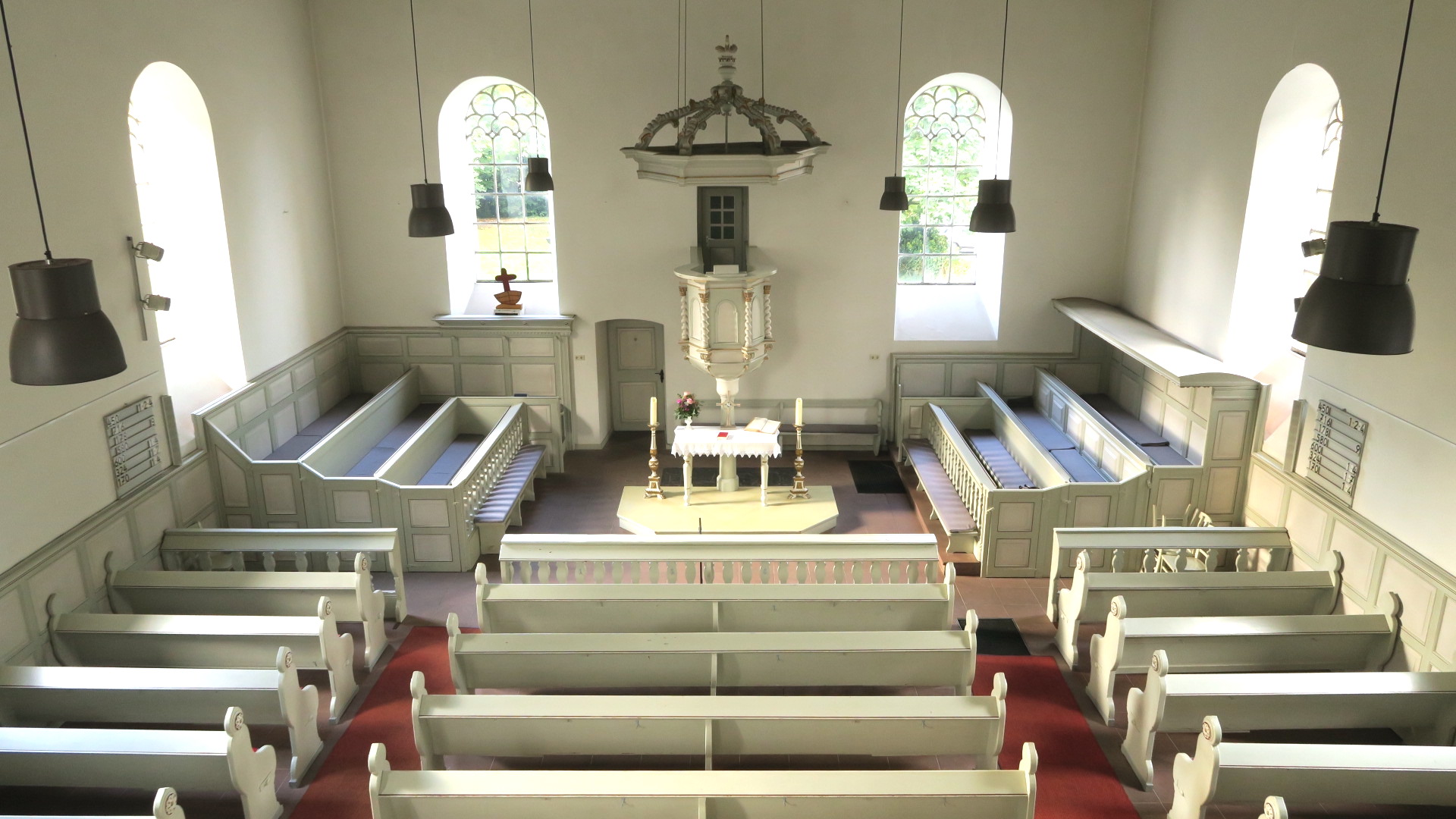
Kirchenschiff

Die kleine Saalkirche auf rechteckigem Grundriss bestand zunächst nur aus den Grundmauern, einfachen Fenstern und dem Dach. Die Außenwände sind aus Bruchsteinen, der Fußboden zunächst aus gestampftem Lehm. Während der langen Amtszeit des Predigers Heinrich Bernsau von 1686 bis 1731 wurden das Gestühl, die Kanzel sowie ein kleiner Glockenturm auf dem Dach über dem Eingang gebaut, der zwei Glocken aufnahm. 1782 erfolgte der Bau einer Empore an der Ostseite der Kirche. 1811 wurde an der Westseite eine Sakristei angebaut und 1827 erfolgte der Einbau der ersten Orgel.
Die Decke des Kirchenschiffs ist als hölzernes Tonnengewölbe gestaltet. Die rundum angeordneten Fenster (je zwei an den Stirnseiten, je drei an den Längsseiten) sind Rundbogenfenster mit klarem Glas und feinen metallenen Unterteilungen. Die Anordnung der Bankreihen bildet die frühere Struktur der Gemeinde aus mehreren Honnschaften sowie ihre Organisation ab.

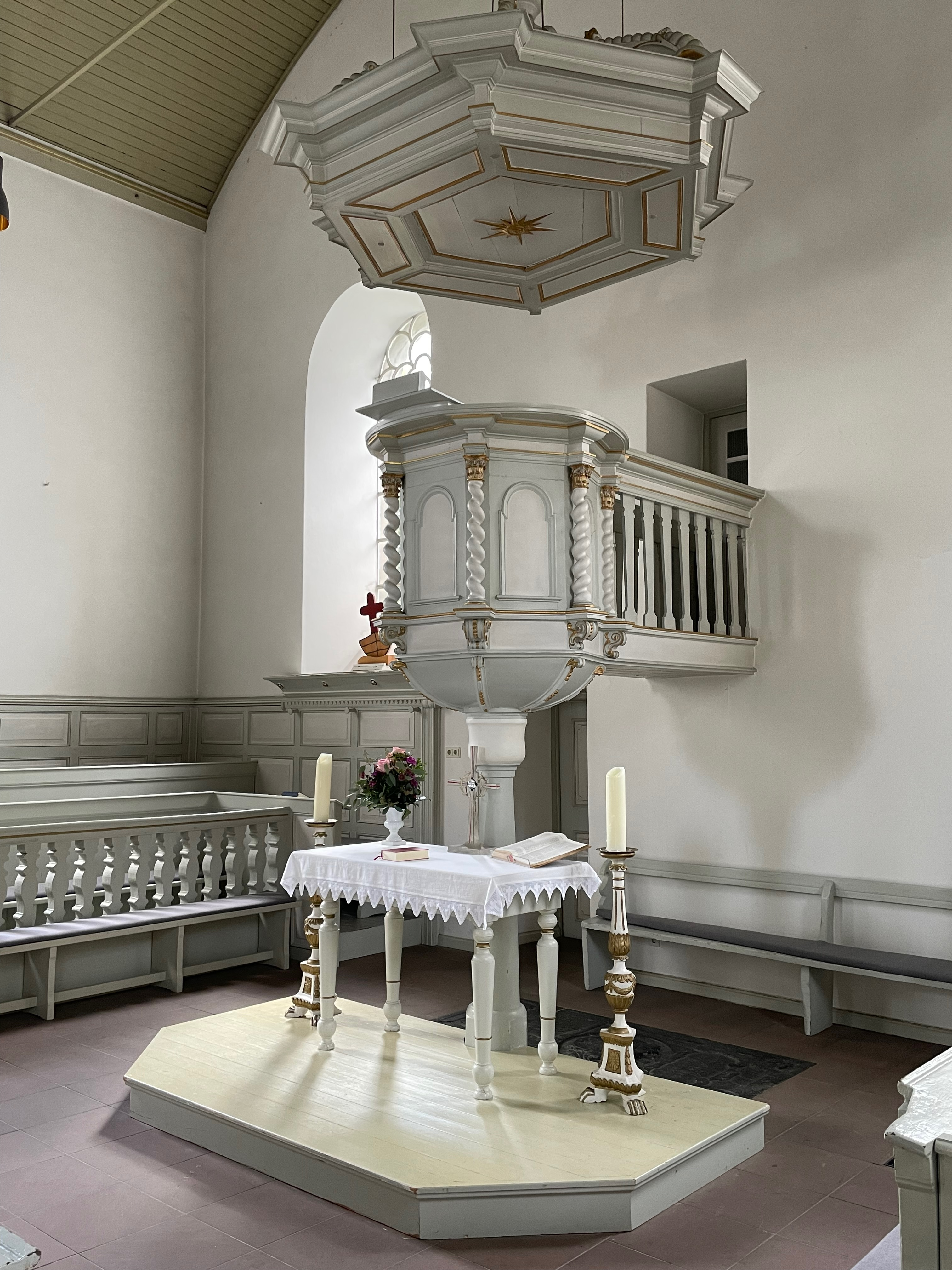
Altar und Kanzel

Der einfache Altartisch befindet sich an der Westseite der Kirche unter einer mittig stehenden Kanzel. Der Schwan oben auf dem Schalldeckel weist auf die Legende um den Prager Reformator Jan Hus. Unter der großen, mit fünf Wappen verzierten Grabplatte hinter dem Altar war die „woledel und tugentr. Frauh Maria Schubart“ (gestorben 1693) beigesetzt worden. Nach mehrfachen Renovierungen und Teilumbauten, die u. a. den Eingangsbereich betrafen, erscheint die schlichte Inneneinrichtung heute in hellen Farben.

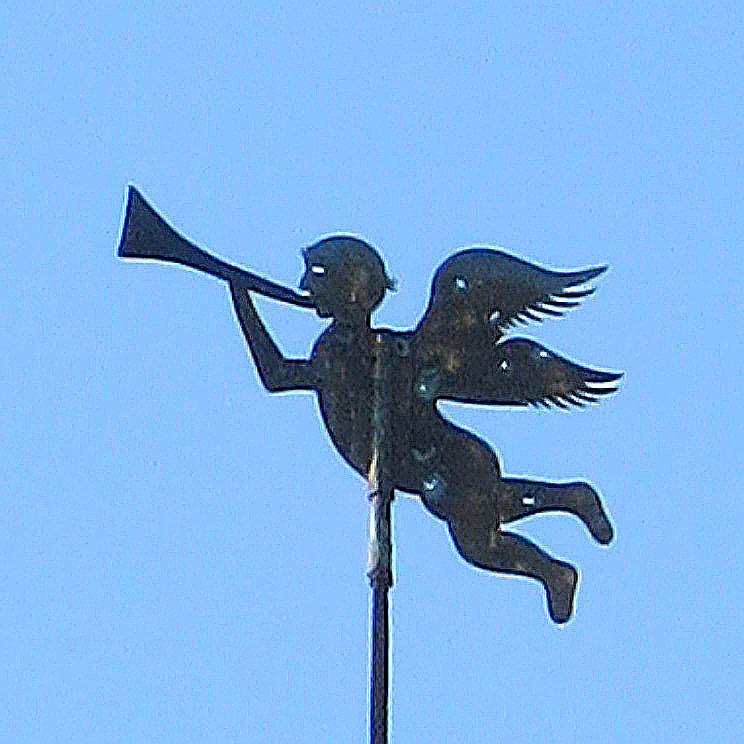
Posaunenengel

Die Turmspitze krönt ein Posaunenengel, auch Geusenengel genannt. Die Löcher in der Figur sind Einschüsse und stammen noch aus dem Jahre 1945, als einmarschierende Soldaten der Siegermächte ihre Schießkünste erprobten.
Die Waldkirche wurde am 15. April 1991 unter der Nummer A 185 in die Denkmalliste der Stadt Ratingen aufgenommen.

## Orgel

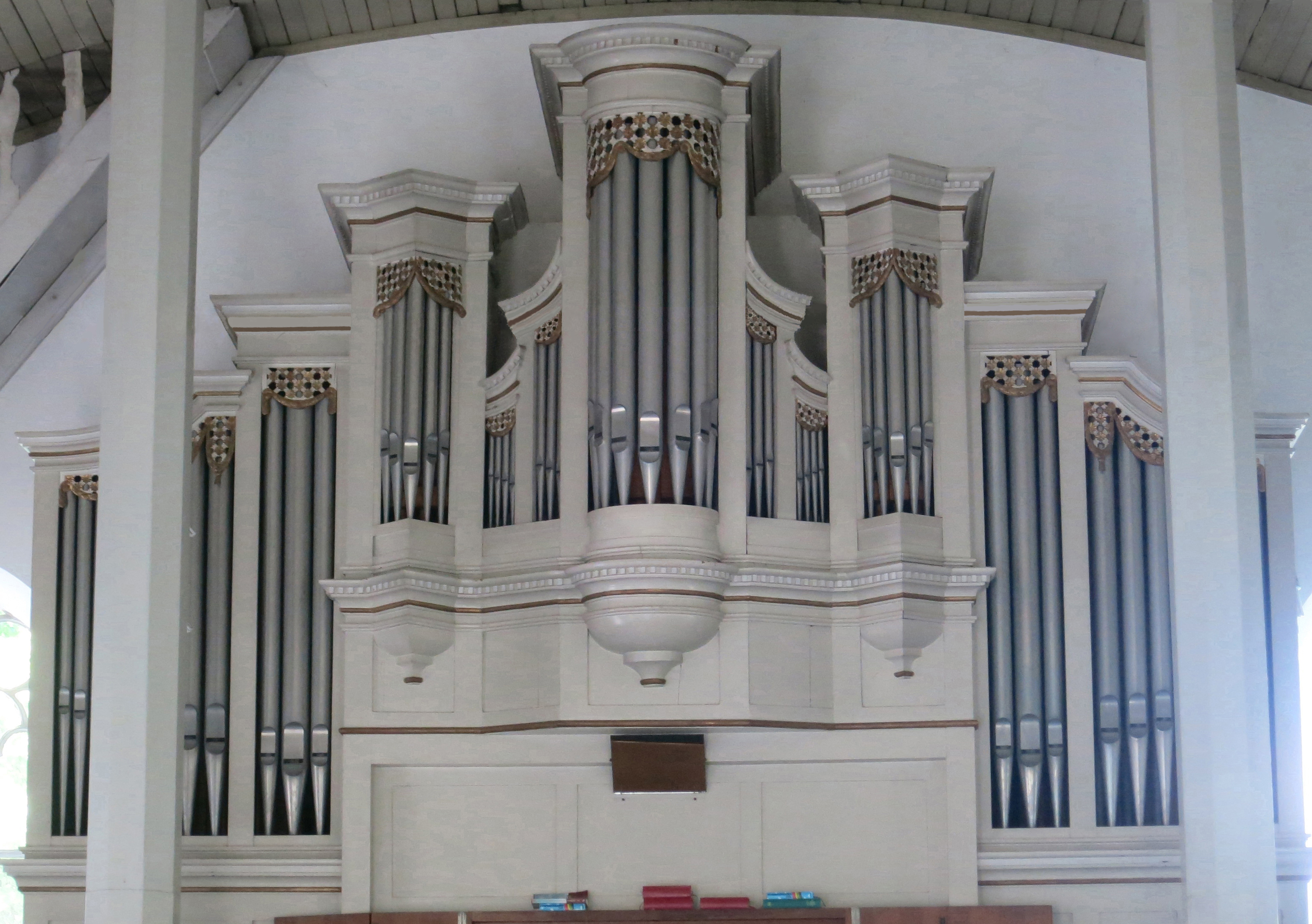
Schuke-Orgel

Die heutige Orgel, eine rein mechanische Schleifladenorgel, wurde 1974 von der Orgelbaufirma Alexander Schuke (Potsdam) erbaut (Opus 452). Das Instrument hat zwölf klingende Register, die sich auf zwei Manuale und Pedal verteilen. Die Orgel hatte drei Vorgängerinstrumente (von Johann Peter(?) Fabricius 1827, Wilhelm Sauer 1888 und Paul Faust 1935). Der mittlere Teil des heutigen Prospekts entstammt der ersten Orgel aus dem Jahr 1827. Die Disposition der heutigen Orgel lautet:
| I Hauptwerk C–g3 |               |    |            |
| 1.               | Gedackt       | 8′ |            |
| 2.               | Principal     | 4′ | (Prospekt) |
| 3.               | Waldflöte     | 2′ |            |
| 4.               | Mixtur III–IV |    |            |

| II Oberwerk C–g3 |                     |       |
| 5.               | Rohrflöte           | 8′    |
| 6.               | Blockflöte          | 4′    |
| 7.               | Principal           | 2′    |
| 8.               | Sesquialtera II-III | 1 ⁄3′ |
| 9.               | Sifflöte            | 1′    |
|                  | Tremulant           |       |

| Pedal C–f1 |            |     |
| 10.        | Subbass    | 16′ |
| 11.        | Bassflöte  | 8′  |
| 12.        | Choralbass | 4′  |

- Koppeln: II/I, I/P, II/P

## Glocken
Die beiden ersten Glocken wurden 1710 und 1713 von der Glockengießerei Johan(n) Peter Edel aus Straßburg gegossen. Die größere zersprang 1855 und wurde durch eine Glocke der Gießerei Petit & Gebr. Edelbrock aus Gescher ersetzt. Die kleinere musste 1917 im Ersten Weltkrieg als Metallspende abgegeben werden. Sie wurde 1925 durch eine Glocke der Gießerei Rincker aus Sinn ersetzt, musste im Zweiten Weltkrieg, im März 1942, im Rahmen der Metallmobilisierung wiederum abgegeben werden und ist verschollen. Sie konnte erst 1963 durch eine Glocke aus Gescher ersetzt werden. Die beiden Glocken sind auf die Schlagtöne a’ und c’’ gestimmt.

## Nutzung
Die Waldkirche ist die Kirche der Evangelischen Kirchengemeinde Linnep. Die Gemeinde umfasst heute Ratingen-Breitscheid sowie die Mülheimer Stadtteile Selbeck und Mintard. Sie hat ca. 2000 Gemeindeglieder (Stand 2024). Das Gemeindezentrum mit Kindertagesstätte befindet sich im Ortsteil Breitscheid, der Friedhof in einem Waldgebiet ca. 700 m nordwestlich der Kirche. Neben regelmäßigen Gottesdiensten ist die Kirche Veranstaltungsort einer Konzertreihe.